# Naogaon (Distrikt)

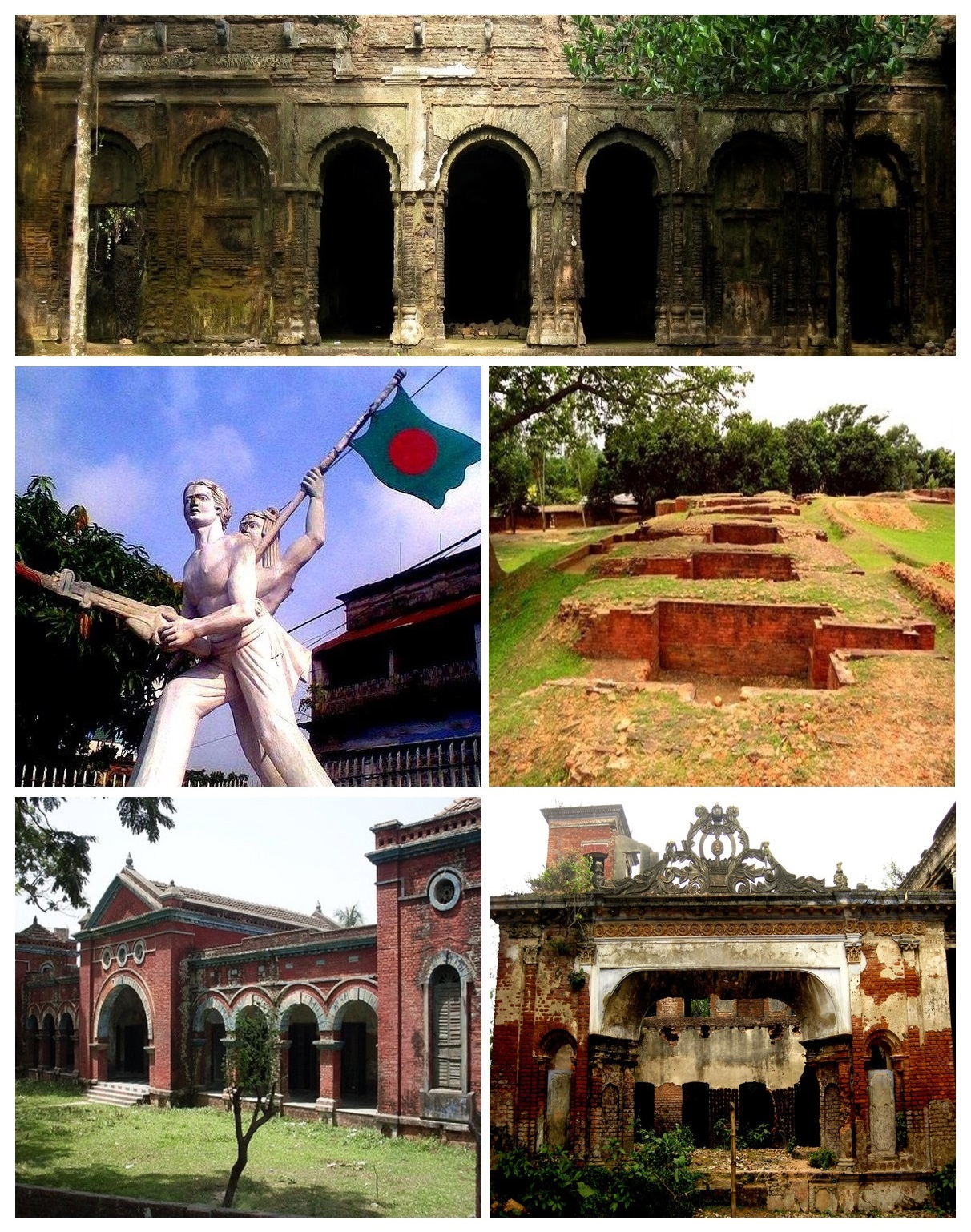

Naogaon (bengalisch: নওগাঁ জেলা) ist ein Distrikt in Rajshahi. Die im Hauptstadt des Distrikts bildet die gleichnamige Stadt Naogaon. Die Gesamtfläche des Distrikts beträgt 3435,65 km². Der Distrikt setzt sich aus 11 Upazilas zusammen. Naogaon wurde 1984 als Distrikt gegründet. Im Distrikt befinden sich die archäologische Stätte Paharpur, die seit 1985 zum UNESCO-Weltkulturerbe gehört.

## Geographie
Naogaon wird im Nordwesten von Indien, im Osten von Jaipurhat und Bogra, im Süden von Natore und Rajshahi und im Westen von Nawabganj begrenzt. Der Distrikt liegt im Nordwesten Bangladeschs in der Division Rajshahi mit einigem Abstand zum Ganges im Westen und dem Brahmaputra im Osten. Im Distrikt verlaufen unter anderem die Ströme Punarbhaba, Shiba, Atrai, Jamura und Tulshi Ganga.
Hauptverkehrsadern des Distrikts sind die Straßen R545, R547, R548, er teilt sich in die elf Upazila' Sapahar, Patnitala, Dhamoirhat, Porsha, Mahadevpur, Badalgshli, Niamatpur, Manda, Naogaon, Raninagar und Atrai.
Im Umkreis schließen sich folgende Verwaltungseinheiten an:
| Westbengalen (Indien) | Westbengalen                                | Joypurhat |
| Chapai Nawabganj      | Kompassrose, die auf Nachbargemeinden zeigt | Bogra     |
| Chapai Nawabganj      | Rajshahi                                    | Natore    |

## Sehenswürdigkeiten

### Paharpur

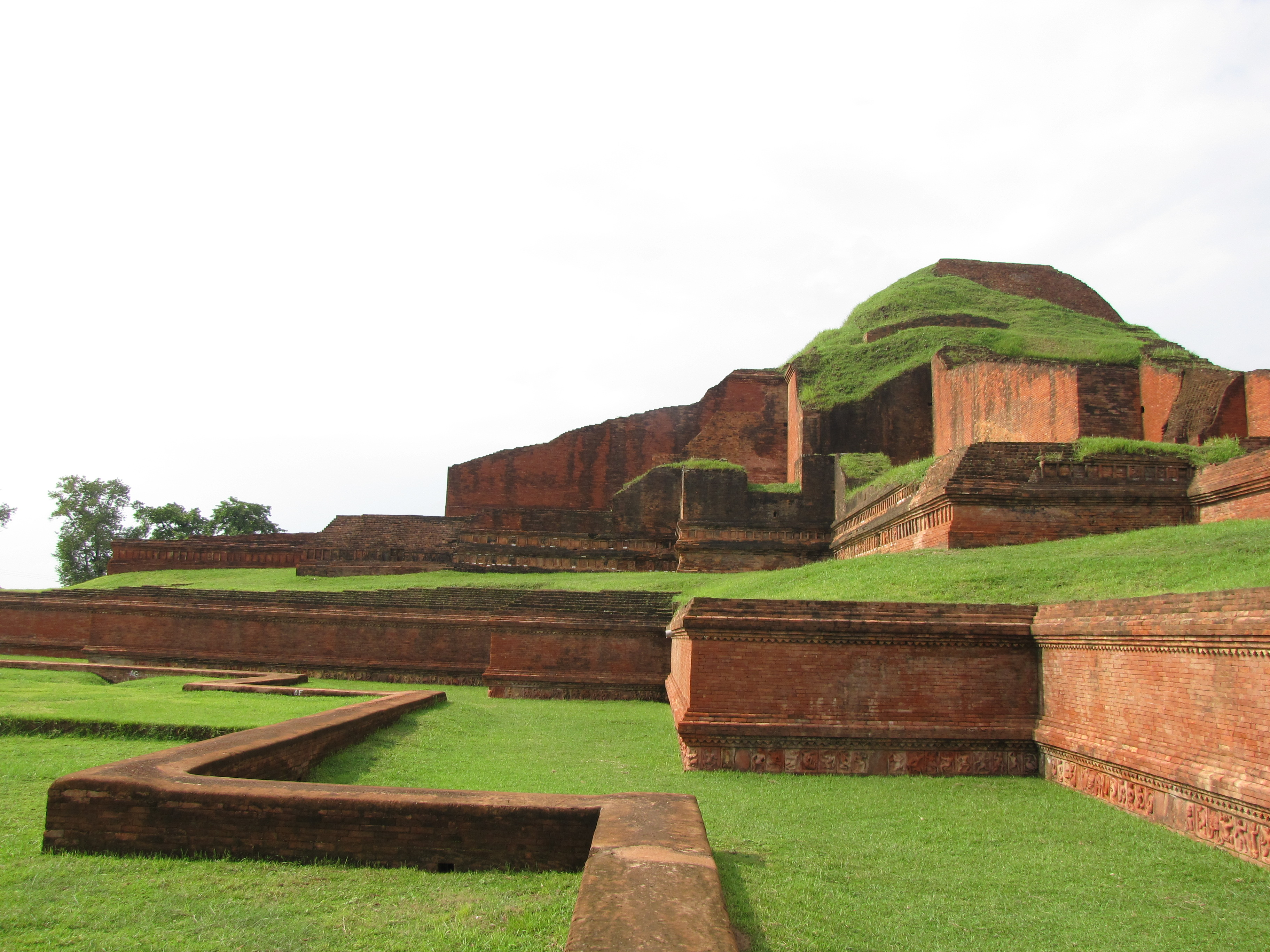
Somapura Mahavihara.

Paharpur ist ein kleines Dorf, 5 km westlich von Jamalganj im Naogaon District, wo die Überreste des Klosters Somapura Mahavihara ausgegraben wurde. Die archäologische Stätte aus dem 7. Jahrhundert erstreckt sich über ein Gebiet von 11 ha. Das komplette Kloster, welche sich über eine quadratische Fläche erstreckt, misst mehr als 270 m im Quadrat und ist 3,7 bis 4,6 m hoch. Im Norden befindet sich ein umfangreicher Tor-Komplex, es gab 45 Zellen im Norden und 44 in jeder der anderen drei Seiten und insgesamt 177 Räume. Die Architektur des pyramidalen kreuzförmigen Tempels ist beeinflusst von der Architektur Südostasien, speziell in Myanmar und Java. Er hat seinen Namen von einem hohen Mound, der als „pahar“ bezeichnet wird.
Das Museum der Stätte beherbergt eine repräsentative Sammlung von Objekten, die in dem Gebiet gefunden wurden. Einige Funde werden auch im Varendra Research Museum in Rajshahi gezeigt. Die Antiquitäten des Museums bestehen aus Terrakotta-Platten, Bilder verschiedener Götter und Göttinnen, Scherben, Münzen, ornamentale Ziegel und weitere kleinere Ton-Objekte.
14,5 km westsüdwestlich von Somapura Mahavihara befindet sich die archäologische Stätte Halud Vihara, die in die Tentativliste als UNESCO-Welterbe aufgenommen wurde.

### Kusumba-Moschee
Die Kusumba Masjid (কুসুম্বা মসজিদ, Kusumba-Moschee) steht auf dem Westufer des Atrai in Manda Upazila. Sie wurde 1558–1559 während der Afgan-Herrschaft in Bengalen erbaut von einem hochrangigen Beamten mit Namen Sulaiman.

### Jagaddal Vihar
Das buddhistische Kloster Jagaddala Mahavihara (bl. spätes 11. Jahrhundert–Mitte 12. Jahrhundert) war ein wichtiges Zentrum der Gelehrsamkeit in Varendra. Es wurde von den Königen der Pāla-Dynastie gegründet.

### Patisar
Das Dorf Patisar ist verbunden mit Rabindranath Tagore. Es liegt am Ufer des Flusses Nagor, 12 km südöstlich der Atrai Railway Station und 26 km von der Distrikthauptstadt entfernt. Das Hauptquartier des Zamindaris der Familie Tagore in Kaligram Pargana befand sich in Patisar. Dwarkanath Tagore, der Großvater von Rabindranath Tagore, erwarb diesen Zamindar 1830. Rabindranath Tagore kam erstmals im Januar 1891 nach Patisar.
Die Architektur des zweistöckigen Kuthibari von Patisar ist ähnlich der in Shilaidaha-Shahjadpur. Die Gebäude, die an das Hauptgebäude angrenzen, sind heute nur noch Ruinen. Ein Teich, Rabindrasarobar, ist ebenfalls nur noch ein Sumpf. Während seines Aufenthalts in Patisar verfasste Tagore verschiedene Gedichte, Geschichten, Romane, Essays und das Verse-Drama Biday Abhishap. Er gründete auch verschiedene Grundschulen, die Rathindranath High School, wohltätige Apotheken und die Patisar Krishi Bank (1905). Er führte Traktoren in Patisar ein und gründete Co-Operative Societies für die Entwicklung von Landwirtschaft, Weberei und Töpferei.
1921, als das Zamindari aufgeteilt wurde, wurde Patisar Tagores Teil zugeschlagen. Als dem Dichter der Nobelpreis zugesprochen wurde, sandten ihm die Pächter von Patisar eine Ehrenansprache (1913). Auf Anfrage seiner Pächter besuchte Tagore Patisar 1937 zum letzten Mal aus Anlass des Punya. Jedes Jahr kommen Anhänger von Tagore um Patisar zu besuchen. Zum Anlass von Tagores Geburt- und Todestag arrangiert die Regierung und stellt alle Räumlichkeiten für Diskussionen und Kulturveranstaltungen, die in Patisar abgehalten werden.

### Dubalhati
Dubalhati ist eine antike Stätte im südwestlichen Teil des Distrikts. Die Straße nach Dubalhati verläuft durch ein weites Feuchtgebiet, das “Dighli Beel” (beel ist die Bezeichnung für eine große Marschlandschaft). Es gibt eine große Quelle im Zentrum der Straße, an der sich Reisende mit Wasser versorgen können.
Eine Sehenswürdigkeit von Dubalhati ist das „Jomidar Bari“ (Rajbari oder „Raja’s Mansion“). Das Haus hat zwei Abschnitte: der Hauptteil, „Darbar Hall“, ist ein Wohngebäude und wird für Seminare genutzt, während der zweite Teil, „Natto Shalla“, ein Gebetsraum ist. Das Rajbari ist ein dreistöckiges Gebäude gestützt durch hölzerne, schlanke Spiral-Säulen. Vier große dighi (Teiche) liegen in der Umgebung.
Das Rajbari wurde von Raja Horandro Ray Choudhory während der Pala-Dynastie (781–1124) erbaut. Etwa 53 Rajas führten den Titel, von dem Begründer Jogotram bis zu Haranath Ray Bahadur II. in den 1940ern. Raja Horonath Ray Bahadur I. (gest. 1949) ist bekannt als Gründer von Schulen in Rajshahi und Naogaon, inklusive Natto Shala, Baganbari, Dubalhati High School, Naogaon K.D. School. Er spendete auch große Summen für das Rajshahi Government College. Er gründete 1864 die Dubalhati Raja Horonuth High School, damals die zweite Highschool in der Rajshahi Division. Er ließ viele Quellen und dhighis (Teiche) graben um Trinkwasser und Bewässerung zu sichern und spendete der Bevölkerung während der Hungerkatastrophe 1874 Nahrungsmittel. Das Rajbari wurde während der Hindu-Muslimischen Unruhen 1946 zerstört. Zur Familie gehört auch Krinkari Ray Choudhary (der Sohn von Horonath Ray Bahadur I.). Die Roy Choidhary-Familie existiert in Kalkutta weiterhin und gehört dort zu den wohlhabenden Familien.

### Dibor Dighi
Der Teich Dibor Dighi liegt beim Dorf Dibor, in der Dibor Union des Patnitala Upazila.

## Demographie
Laut dem Bangladesh census 2011 hatte der Distrikt Naogaon eine Bevölkerung von 2.600.157 Einwohnern. Männer machten 50,01 % der Bevölkerung aus und Frauen 49,99 %. Moslems waren 86,55 % der Bevölkerung, Hindus 11,07 %, Christens 0,71 % und andere 1,66 %. Die Literalisierungsrate betrug 48,22 % für die Bevölkerung über 7 Jahren. Die Rate hatte sich von 44,39 % 2001 und 28,40 % 1991 verbessert. Die Wachstumsrate über das Jahrzehnt (decadal growth rate) betrug 8,73 % für die Zeit 2001–2011, sie war von 11,33 % in der Dekade 1991–2001 gesunken.

## Klima
Das Klima ist tropisch und das ganze Jahr über warm. Die jährliche Durchschnittstemperatur dieses Distrikts variiert von maximal 37,8 Grad Celsius bis minimal 11,2 Grad. Die jährliche Niederschlagsmenge beträgt 1862 mm (2011) und die Luftfeuchtigkeit ist ganzjährig hoch.

## Wirtschaft
Naogaon District gilt als Kornkammer (bread basket) von Bangladesch. Es ist der zentrale Teil der Region Borendra, mit einer Fläche von 3435,67 km², wovon 80 % Anbauflächen sind. Der Boden ist ein fruchtbarer anorganischer Lehm.
Landwirtschaftliche Produkte sind Nass-Reis, Jute, Weizen, Mais, Zuckerrohr, Kartoffeln, Hülsenfrüchte, Pflanzenöle, Auberginen, Zwiebeln und Knoblauch. Die Gesamternte von Reis und Weizen 2009–2010 waren 1.358.432 t (ca. 39 % der Produktion), mit einem Überschuss von 826.835 t. Der Distrikt ist Spitzenreiter in der Reisproduktion und hat die größte Zahl von Reismühlen im ganzen Land.
Laut der Volkszählung von 2011 arbeiten 73,4 % der Arbeitskräfte in der Landwirtschaft, 21,8 % im Dienstleistungssektor (meist in informellen Verhältnissen) und 4,8 % in der Industrie.

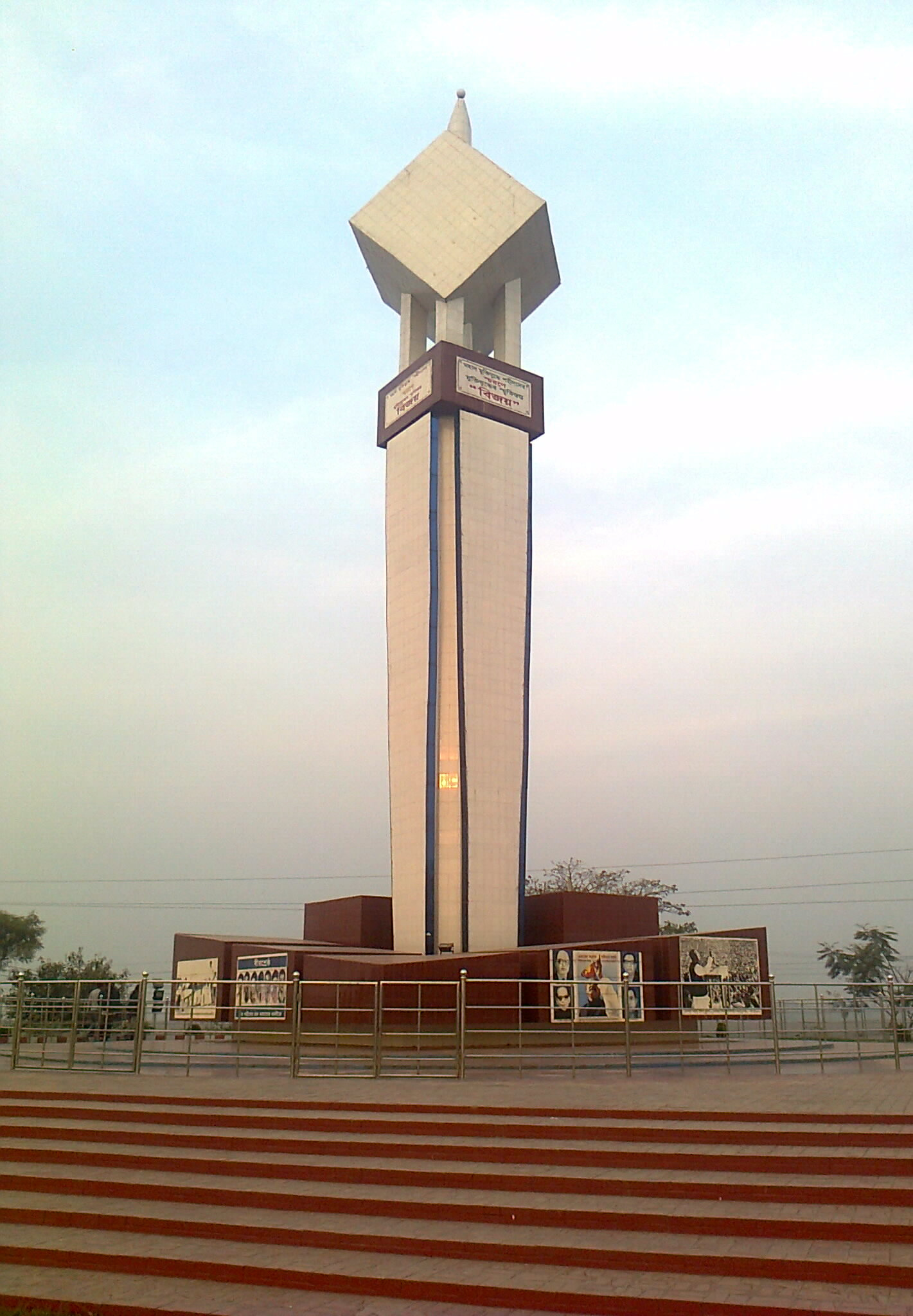
Bijoy Liberation War Monument.

## Verwaltung

Karte des Naogaon District

Der Distrikt wird geleitet von dem Chairman of District Council (2013): Adv. Fozley Rabbi, dem Deputy Commissioner (DC) (Md. Mizanur Rahman) und dem Superintendent of Police (SP) (Md. Iqbal Hossain).

## Bildung
Im Distrikt gibt es ein Medical College, Naogaon Medical College and Hospital, sowie zahlreiche andere Colleges, Schulen und Madrasas.

## Medien
Die bedeutendsten Medien im Distrikt sind die Zeitschriften
Anjali Loho Mor, Azker Khobor (online newspaper), Bakachand, Banglar Kantha, Calantika, Desh news (online newspaper), Eisomoy, Foring (Jugendmagazin), Gonomanushar Kotha, Kalbela, Little Magazine, Nababarta, Nabadiganta, Nabajug, Protichhabi, Rupantor, Sangkalon, Sapahar Barta, Saptahik Bangabani, Tolpar.

## Persönlichkeiten
- Toyob Uddin Ahmed, früherer Inspector-general of police und Sekretär
- Mohammad Baitullah, erster stellvertretender Speaker des Jatiya Sangsad (Parlament)
- Gahanananda, 14. Präsident des Ramakrishna Order
- Talim Hossain, Dichter; Gewinner des Ekushey Padak und des Bangla Academy Literary Award; Gründer der Nazrul Academy in Dhaka
- James, Sänger
- Abdul Jolil, Politiker, Awami-Aktivist und Gründungs-Vorsitzender der Mercantile Bank Limited
- Kalapahad, Moslimischer General des Gour Sultanate[8]
- Shabnam Mustari, Sängerin; Gewinnerin des Ekushey Padak; Tochter von Talim Hossain
- Shishir Nag, Journalist, Organisator und revolutionärer kommunistischer Aktivist
- Pothik Nobi, Playbacksänger, Gewinner des Babisas Award für Musik